# Rimetti a noi i nostri debiti
Rimetti a noi i nostri debiti è un film italiano del 2018 diretto da Antonio Morabito, che ha come attori protagonisti Marco Giallini e Claudio Santamaria. Il film, la cui trama verte su una storia di recupero crediti, è il primo film italiano distribuito in esclusiva da Netflix.

## Trama
Guido è un ex tecnico informatico che cerca di sopravvivere dopo che l'azienda per cui lavorava ha dichiarato bancarotta licenziando tutto il personale. Come magazziniere non trova fortuna e viene licenziato quasi subito dal capo magazziniere stesso. Questo avvenimento lo getta ulteriormente nello sconforto visti i debiti che deve ai suoi creditori. In una situazione al limite, l'uomo trova conforto solamente nel whisky che beve frequentando il bar dove lavora Rina, della quale si innamorerà, e nel suo vicino di casa che lo aiuta quando può: un professore appassionato di biliardo, strumento che utilizza per spiegare a Guido le sue teorie sulla politica e l'economia.
Una sera Guido viene avvicinato da un uomo che lo malmena, intimandogli di pagare i suoi debiti. Guido a questo punto vede un'unica soluzione: va alla finanziaria che ha in mano la sua pratica e si offre di lavorare per loro finché i suoi debiti non saranno estinti. Guido viene affiancato a Franco, un uomo esperto nella riscossione dei debiti, che riluttante si rifiuta, salvo poi rendersi conto che è obbligato a insegnare a Guido il mestiere. I due cominciano quindi a lavorare e a conoscersi. Guido comincia così a vedere come lavora Franco, inseguendo i debitori e ossessionandoli continuamente, arrivando persino a picchiarli durante la notte.
Una sera tocca proprio Guido a dover malmenare un debitore: l'esperienza lo sconvolgerà, ma nei giorni seguenti Guido inizia a familiarizzare con il suo nuovo lavoro, a farne le spese sarà un debitore di nome Fantinari. La sera stessa, dopo aver lasciato Fantinari, Franco e Guido vanno in un bar, uscendo, Guido porta Franco nel magazzino dove lavorava e si vendica del suo ex capo, mentre Franco assiste da lontano. Da lì in avanti, Franco mostrerà a Guido il lato più duro e doloroso del suo mestiere, e ciò porterà Guido a vacillare sui metodi di Franco e sul lavoro che svolgono, complice anche l'aver assistito al suicidio di un debitore che erano andati a trovare.
Un pomeriggio Franco e Guido si trovano in un cimitero in attesa di un debitore. Con grande stupore di Guido, il debitore è il professore, che deve soldi alla finanziaria per cui lavora. Mentre Franco calca la mano nei confronti del professore, Guido decide quindi di prendere in mano il debito del suo amico e di considerarlo estinto.
Dopo aver litigato definitivamente con Franco affermando di non poter mai essere come lui, Guido corre al bar per incontrare Rina, ma scopre che ella ha abbandonato l'Italia. Nella parte finale del film, Guido viene aggredito e spintonato dal collega contro una lapide su cui si può leggere il nome di Pavel Ivanovič Čičikov, personaggio immaginario creato da Gogol' e protagonista de Le anime morte, romanzo che affronta un tema molto simile a questo film.

## Distribuzione
Il film è stato reso disponibile a partire dal 4 maggio 2018 da Netflix sulla propria piattaforma.